# Mohja Kahf
Mohja Kahf, née en 1967 à Damas (Syrie), est une poétesse, romancière et enseignante syro-américaine.

## Biographie
Kahf est issue d'une famille très engagée politiquement. Son grand-père paternel était député syrien dans les années 1950 mais fut condamné à l'exil en raison de son opposition au régime du parti Baas. Son père quant à lui est membre des Frères musulmans, une organisation indésirable en Syrie et celui-ci fut lui aussi condamné à l'exil.
En mars 1971, alors qu'elle est âgée de trois ans, Kahf et sa famille déménagent aux dans l'Utah, aux États-Unis, où ses parents sont inscrits à l'université. Mohja grandit dans une famille musulmane croyante. La famille déménage dans l'Indiana après l'obtention des diplômes des parents. Alors que Mohja est en seconde, la famille déménage à nouveau, cette fois, dans le New Jersey. Durant son parcours universitaire, Kahf étudia un semestre à l'université du roi Abdulaziz de Djeddah en Arabie saoudite.
Kahf est diplômée du Douglass College en 1988 avant de devenir docteure en littérature comparée auprès de l'université Rutgers en 1994. Durant son doctorat, Kahf enseigne les théories du féminisme, la résistance chez les femmes palestiniennes et le mouvement Black Power.
En 1995, Mohja devient professeure à l'université de l'Arkansas en littérature comparée et études culturelles. Elle est aussi membre du Centre King Fahd for Middle East and Islamic Studies dans cette même université. En Arkansas, elle s'adonne à une autre passion, la poésie, en étant membre du conseil d'administration du Ozark Poets and Writers Collective où elle participe à des concours locaux de poésie, allant jusqu'à représenter la région lors de la grande finale 1999 à Chicago.
Kahf a aidé à la fondation du Radius of Arab American Writers (RAWI) en 1993. Kahf participa à de nombreuses marches contre la guerre en Iraq et est membre du mouvement non-violent syrien. En 2011, Mohja et sa fille visitent la frontière syro-turque afin de travailler auprès des réfugiés. Elle publia un essai de cette expérience sous le titre The Daughter's Road to Syria.

## Carrière littéraire
Les travaux de Kahf explorent les thèmes de la dissonance culturelle et du chevauchement entre les Américains musulmans et les autres communautés. Certains sujets reviennent régulièrement dans ses écrits comme la Syrie, l'Islam, l'éthique, la politique, le féminisme, les droits de l'Homme, le corps, le genre et l'érotisme. Dans son recueil de poème Emails from Schherazad paru en 2003, elle présente différentes identités et pratiques arabes et musulmanes, toujours avec une pointe d'humour. Le recueil est l'un des finalistes du prix Paterson Poetry en 2004. Son roman de fiction, The Girl in the Tangerine scarf, paru en 2006 est un succès plébiscité par la critique. En 2010, Kahf reçoit le prix Pushcart pour son essai créatif The Caul of Inshallah, qui aborde l'accouchement difficile de son fils.
Son autre ouvrage, Hagar Poems, permet une reconfiguration de figures féminines de la tradition islamique, ce qui vaut au recueil de recevoir une mention honorable lors des Book Awards du musée national arabo-américain en 2017.
Son poème Two Friends like fireflies a été mis en musique par Joseph Gregario sur demande du Women's Commission Consortium of the American Choral Director's Association puis interprétée par la chorale de femmes Soli Deo Gloria. Ses travaux ont été traduits en japonais, italien, et arabe. Les recueils de poèmes de Kahf ont aidé à l'élaboration du documentaire de la BBC Poems from Syria.
En parallèle de sa carrière de romancière et de poétesse, Kahf écrit des articles en rapport avec la sexualité sur un site internet progressiste musulman, MuslimWakeUp!.com Son article « Sex and the Umma » contient des nouvelles écrites par Kahf ou par des écrivains invités comme Randa Jarrar, Michael Muhammad Knight ou encore Laila Al-Marayati. Son travail de chroniqueuse pour ce site lui valut de nombreuses attaques.

## Travaux publiés

### Poésie

#### Recueils
- (en) E-mails from Scheherazad, University Press of Florida, 2003
- (en) Hagar Poems, University of Arkansas Press, 2016[17]

#### Dans les journaux et magazines
- 2003 : « Copulation in English », Paris Review, 164 : 76
- 2004 : « Pears in the Time of Burnished Gold », Sustenance and Desire: A Food Lover's Anthology of Sensuality and Humor (éd. Bascove : 95–96).
- 2006 : « On Reading Marge Piercy », Natural Bridge, 16 : 55
- 2007 : « Sarah’s Laugh II », « Hagar’s Ram », Tiferet: A Journal of Spiritual Literature, 5 : 15-16.
- 2008 : « My Grandmother Washes Her Feet in the Sink of the Bathroom at Sears », « Hijab Scene #1 », « Hijab Scene #2 », « Postcards from Hajar », Inclined to Speak: Contemporary Arab American Poetry  (éd. Hayan Charara : 171–176.
- 2008 : « Asiya Is Waiting for a Sign and Among the Midianites on U.S. 31 », Tiferet: A Journal of Spiritual Literature, 7 : 80-82.
- 2008 : « Lifting the Hajar Heel », Language for a New Century: Contemporary Voices from the Middle East, Asia, and Beyond (éds. Carolyn Forche, Ravi Shankar, Tina Chang, Nathalie Handal. W.W. Norton : 84.
- 2009 : « Asiya's Aberrance », I Go to the Ruined Place : Contemporary Poems in Defense of Global Human Rights (éds. Melissa Kwasny & M.L. Smoker : 55-57
- 2010 : « Little Mosque Poems », Journal of Pan African Studies, 4, Vol.2 : 106-113
- 2012 : « My People Are Rising », Mizna : Prose, Poetry, and Art Exploring Arab America, 13, Vol.1 : 4-6

### Fiction
- (en) The Girl in the Tangerine Scarf, 2006
- (en) « The Girl from Mecca », Feminist Studies, vol. 38,‎ 2012, p. 73-83